# Ligurotettix planum
Ligurotettix planum är en insektsart som först beskrevs av Bruner, L. 1905.  Ligurotettix planum ingår i släktet Ligurotettix och familjen gräshoppor. Inga underarter finns listade i Catalogue of Life.